# Maelor South
Maelor South (en anglais) ou De Maelor (en gallois) est une communauté du borough de comté de Wrexham, au pays de Galles.

## Géographie
La communauté de Maelor South est située dans le sud du borough de comté de Wrexham, dans la région historique du Maelor Saesneg, ancienne exclave du Denbighshire. Elle comprend les villages de Penley (en) et Bettisfield (en).

## Démographie
Au recensement de 2011, la communauté de Maelor South comptait 1 268 habitants.